# Emléktáblák Szécsényben
- A Wikimédia Commons tartalmaz Emléktáblák Szécsényben témájú kategóriát.

Szécsény szócikkhez kapcsolódó képgaléria, mely helyi, országos vagy nemzetközi hírű személyekkel, valamint épületekkel, műtárgyakkal, helynevekkel és eseményekkel összefüggő emléktáblákat tartalmaz.

## Galéria

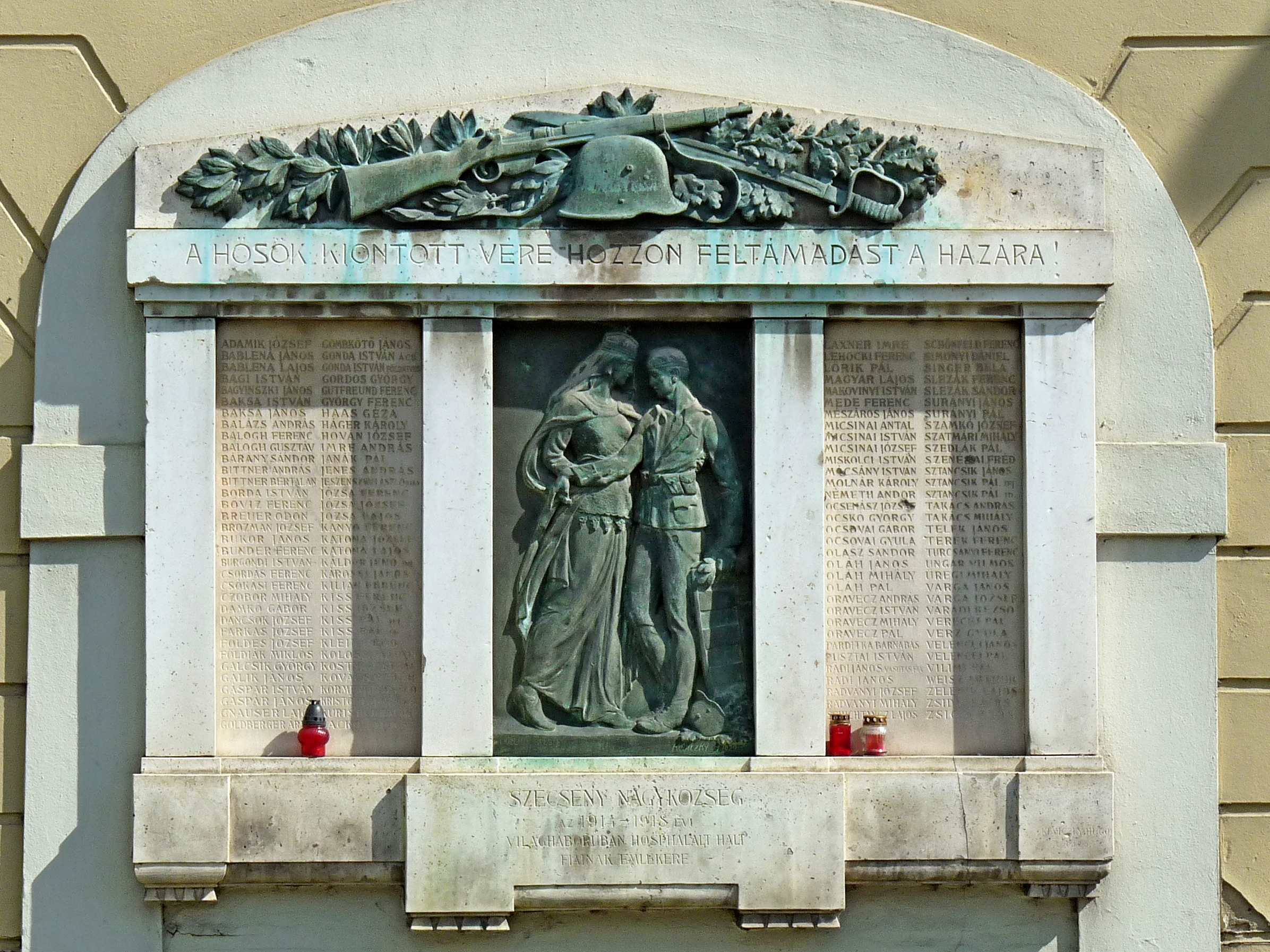
az 1. vh. hősi halottai, Rákóczi út alkotó: Keviczky Hugó
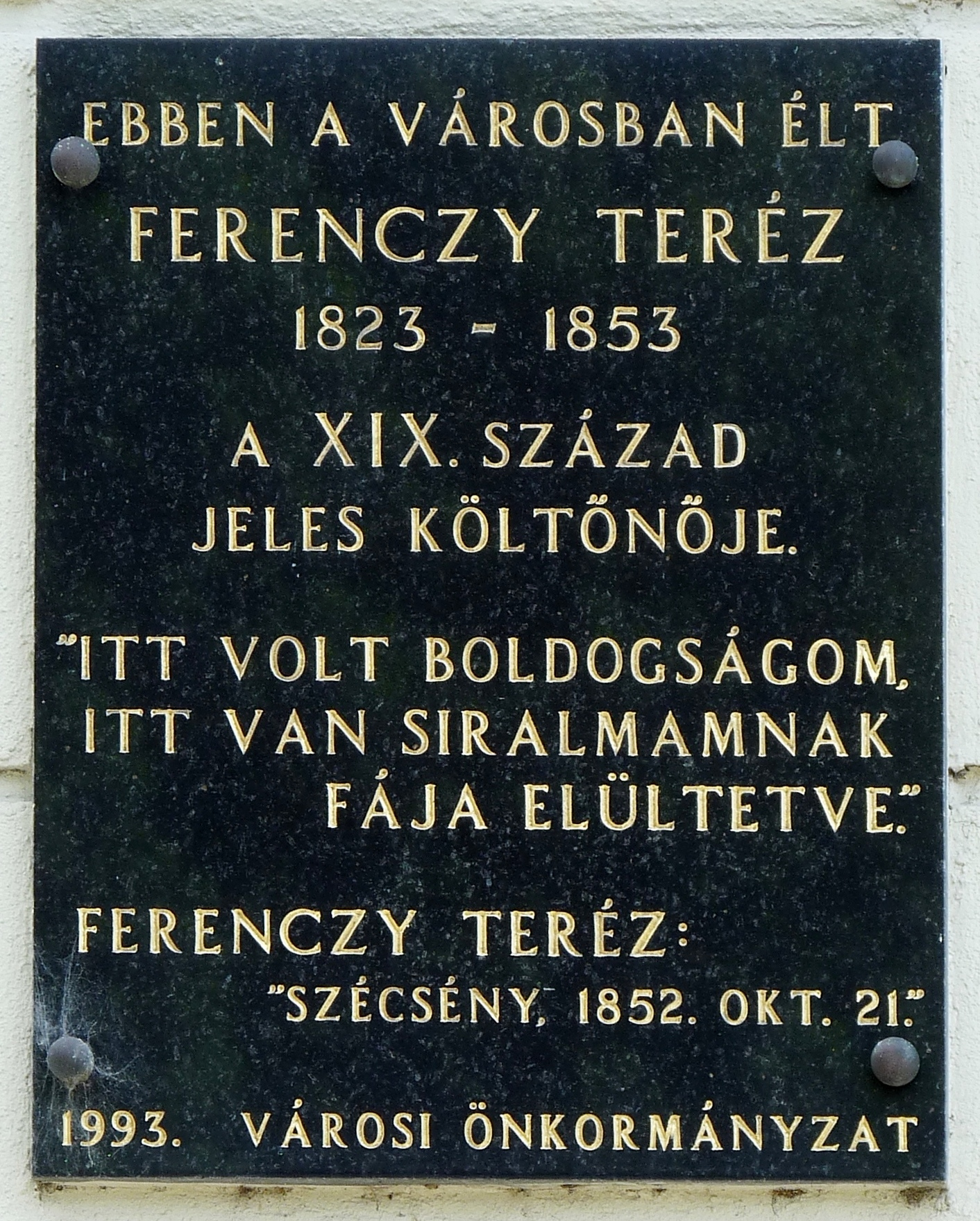
Ferenczy Teréz, Rákóczi út 84.
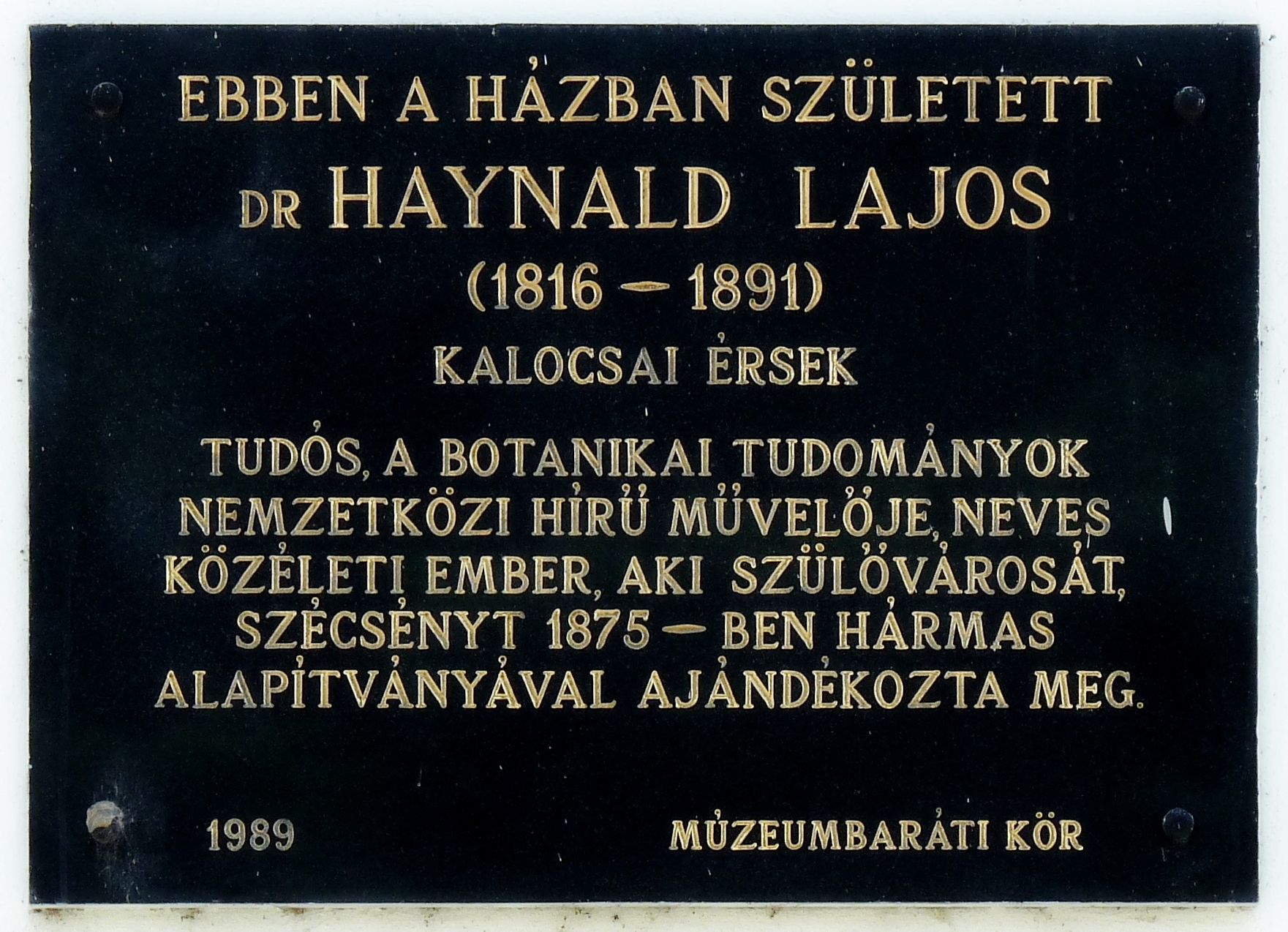
Haynald Lajos, Haynald Lajos utca 4.
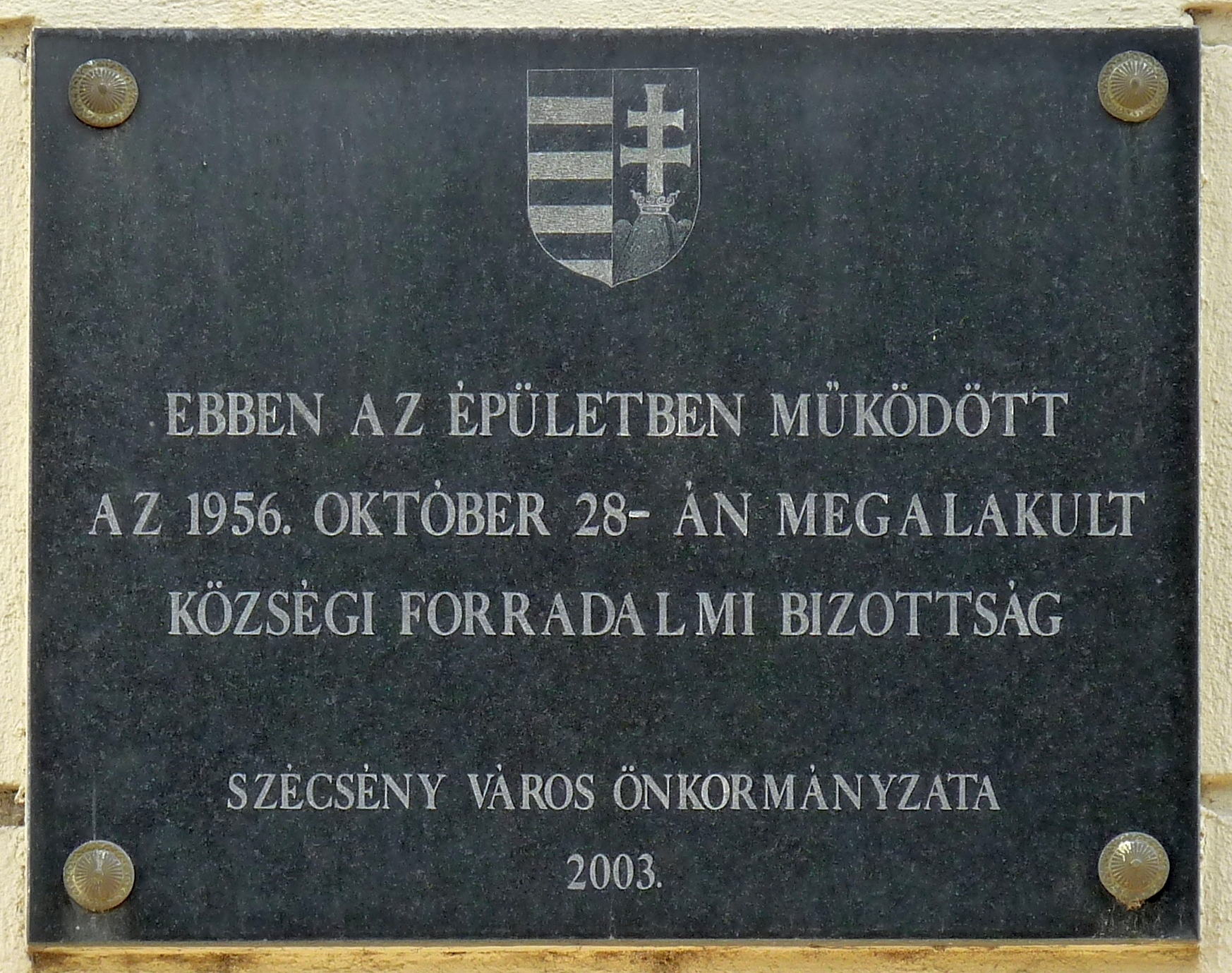
Községi Forradalmi Bizottság, Rákóczi út 84.
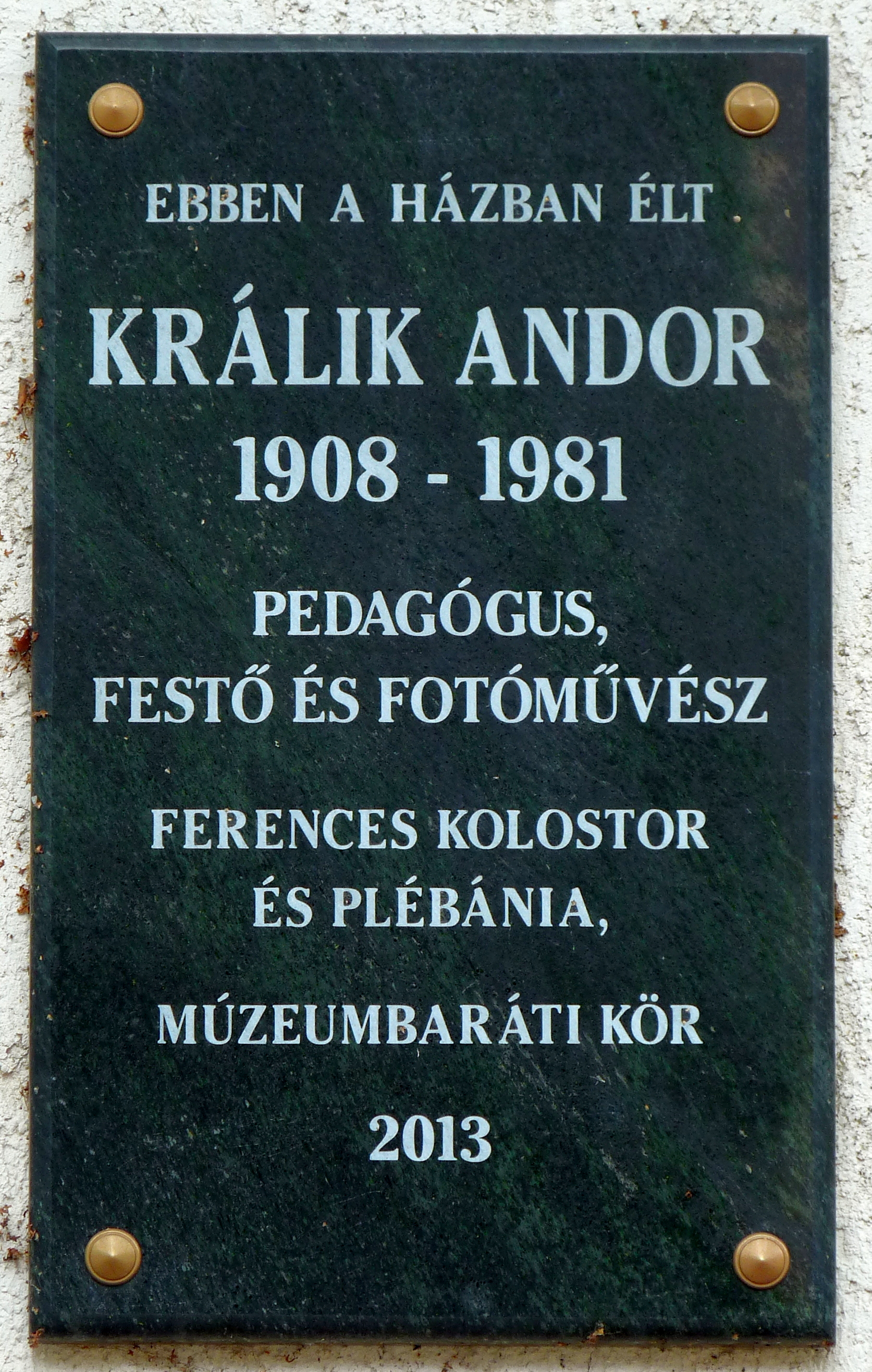
Králik Andor, Haynald Lajos utca 18.
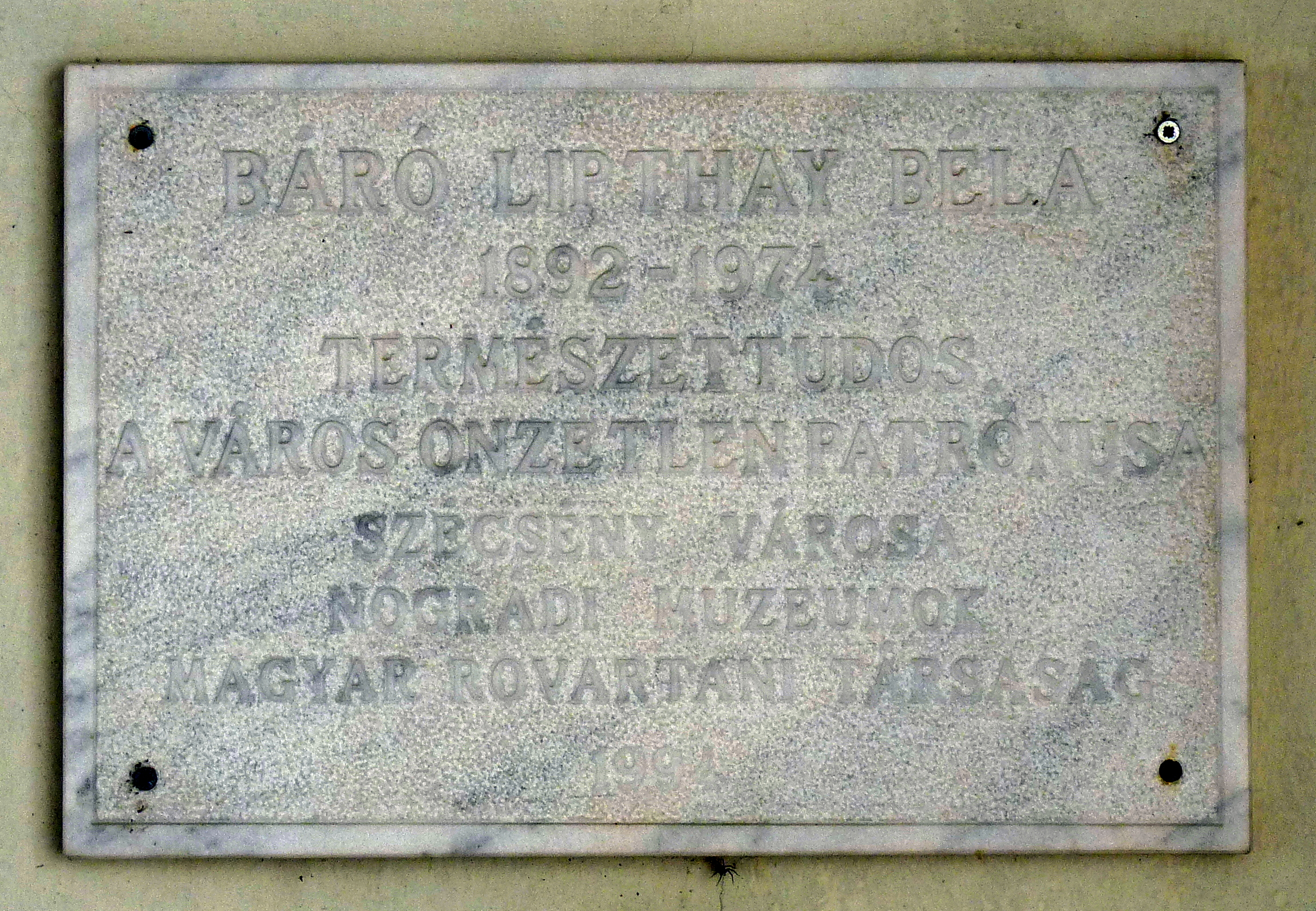
Lipthay Béla, Ady Endre utca 7.
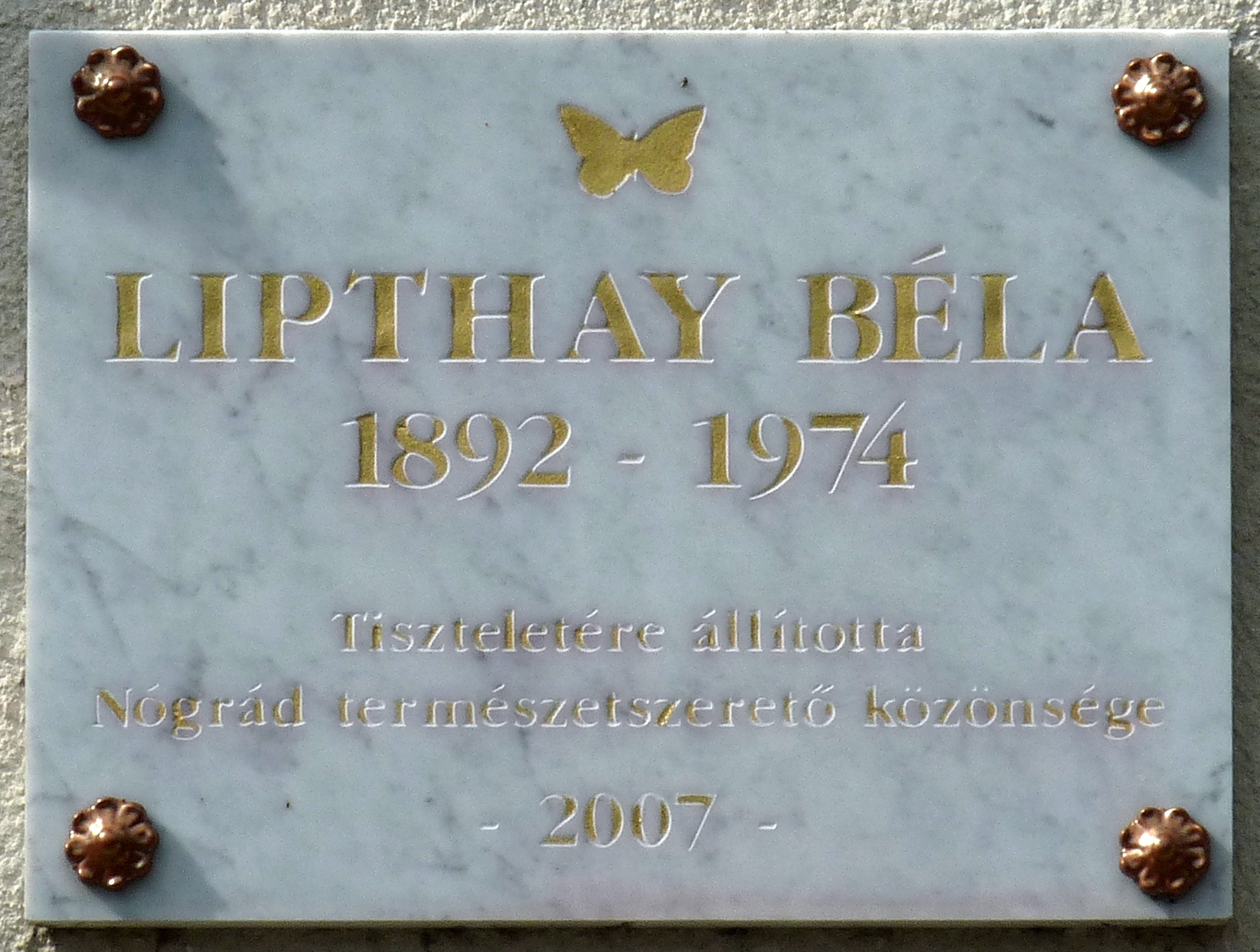
Lipthay Béla, Haynald Lajos utca 11.
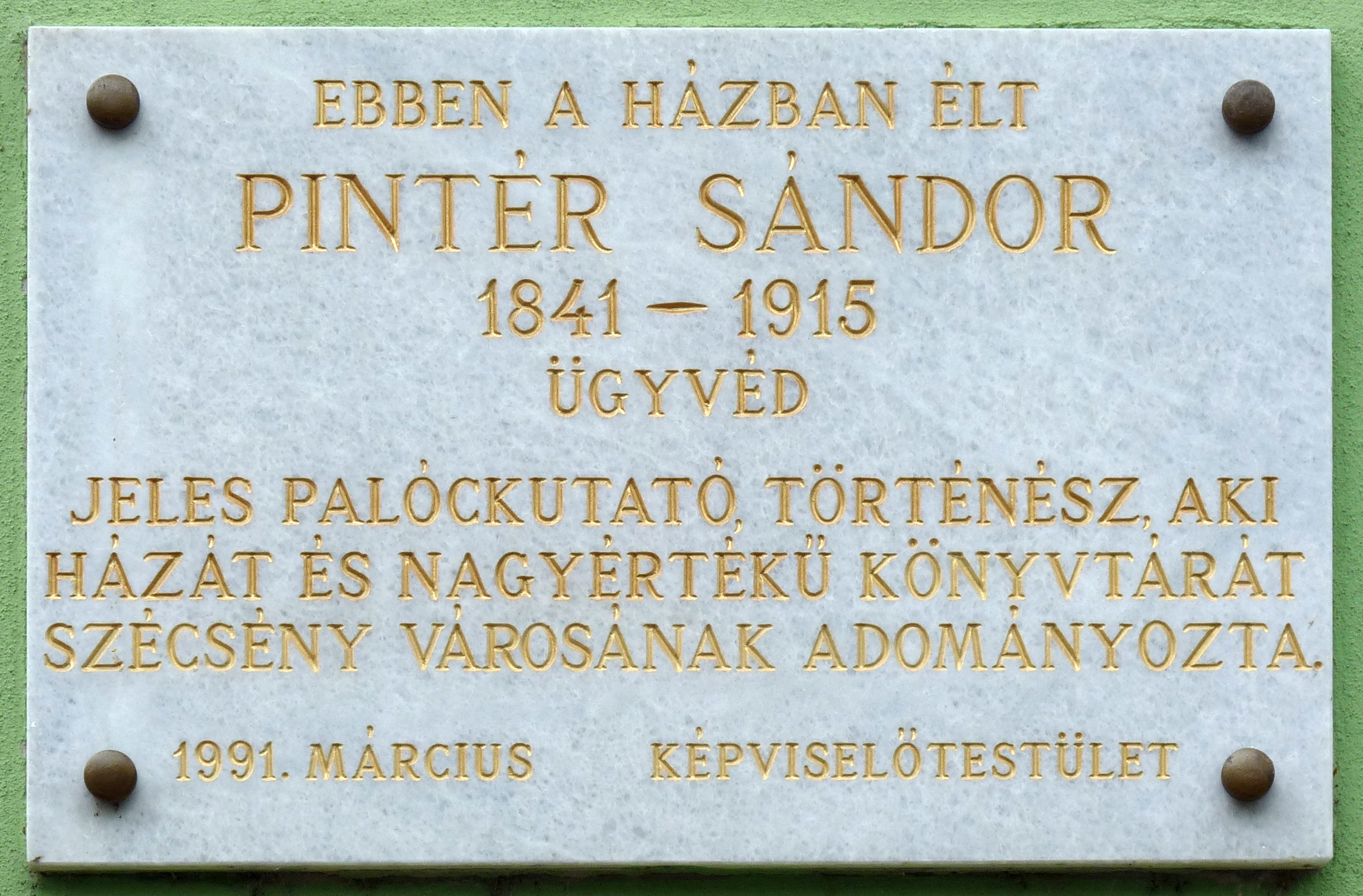
Pintér Sándor, Haynald Lajos utca 8.
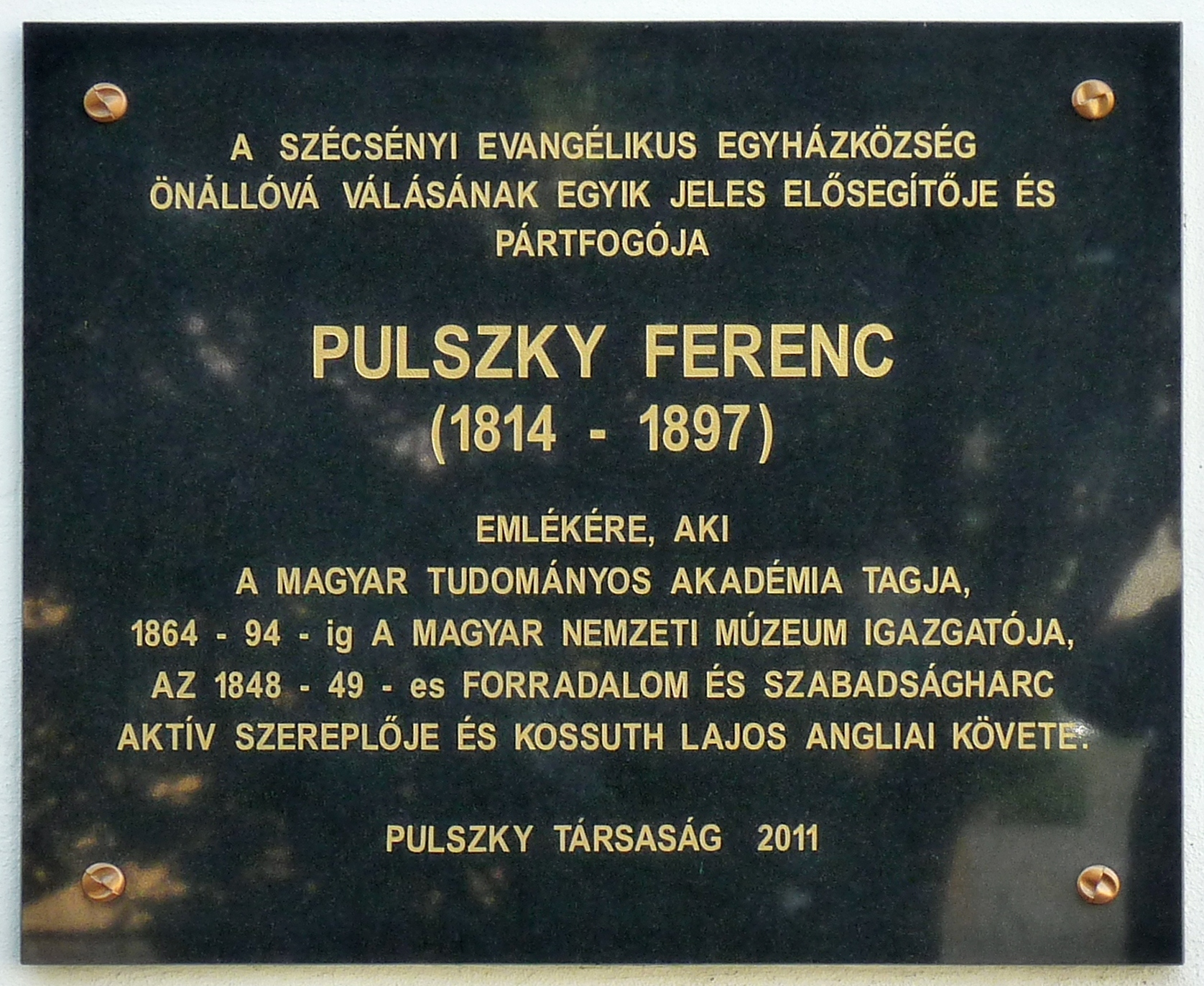
Pulszky Ferenc, Haynald Lajos utca
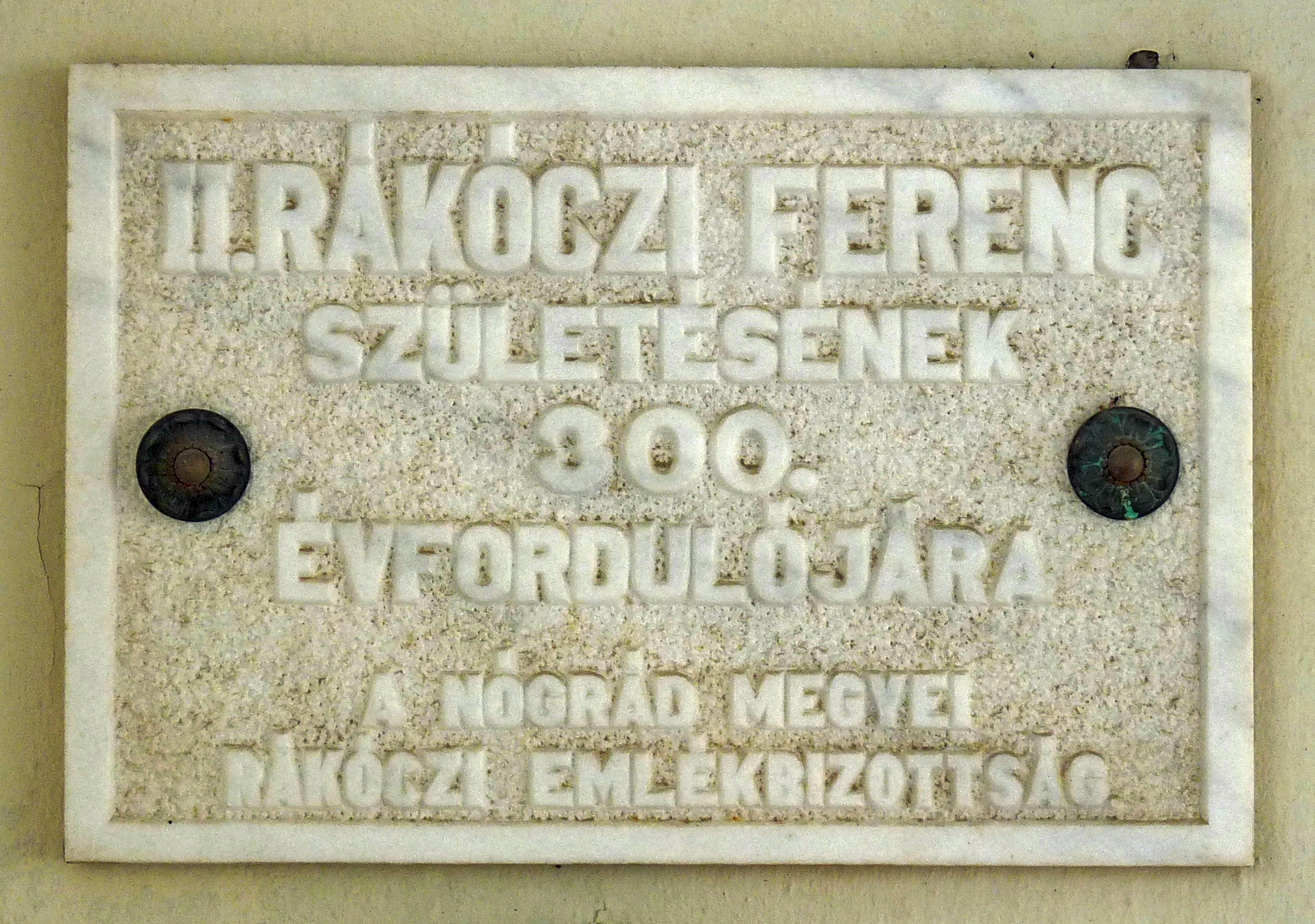
II. Rákóczi Ferenc, Ady Endre utca 7.
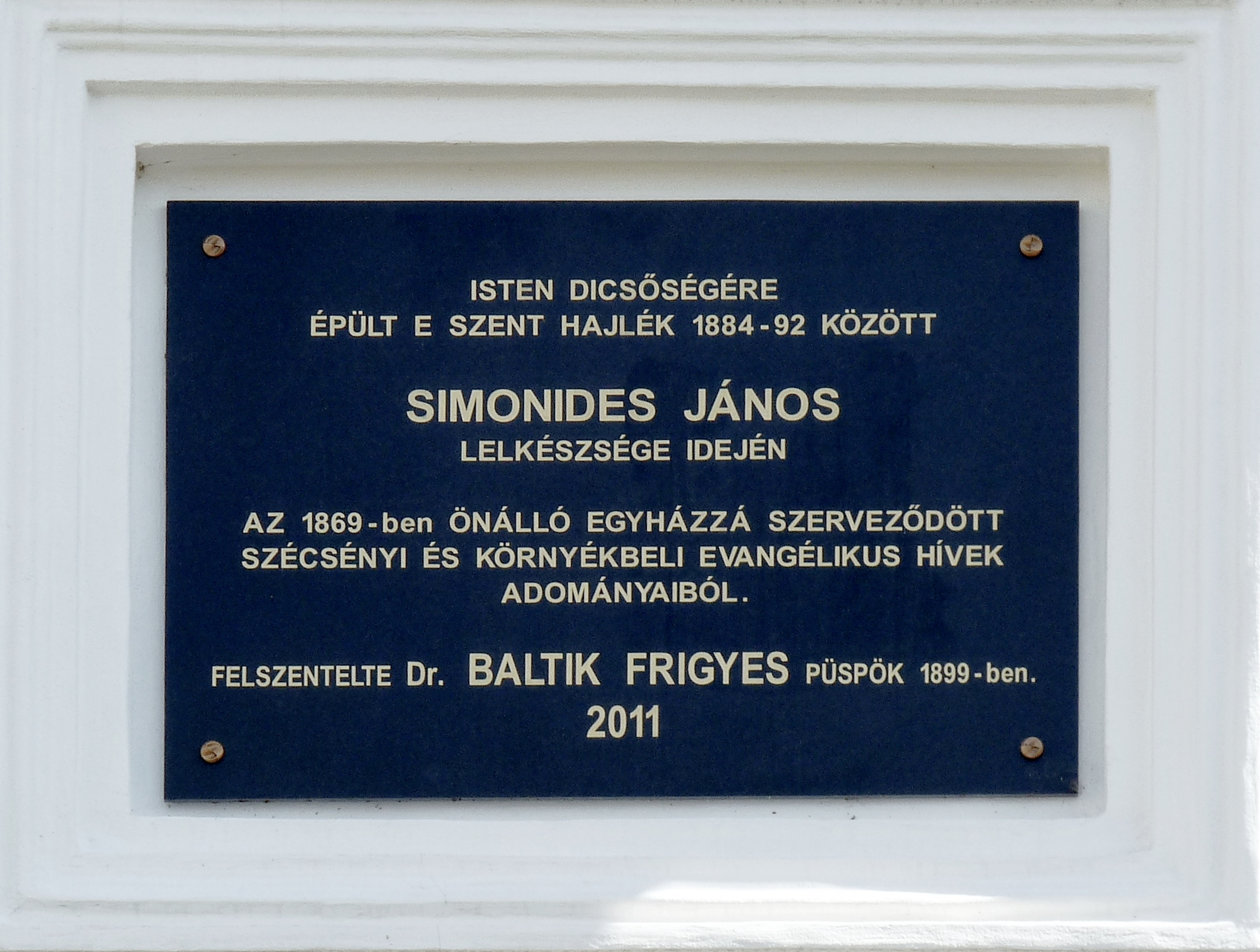
Simonides János, Haynald Lajos utca
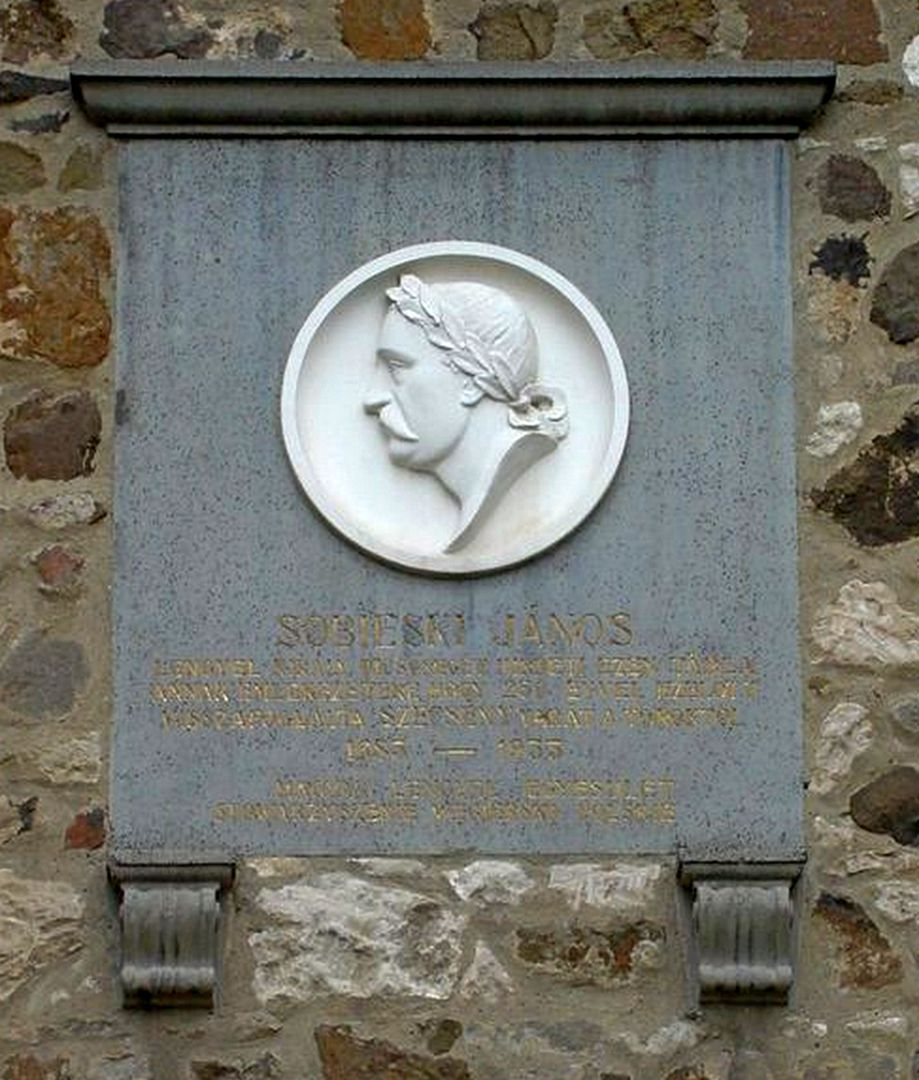
Sobieski János, Haynald Lajos utca 7. alkotó: Körmendi-Frim Jenő
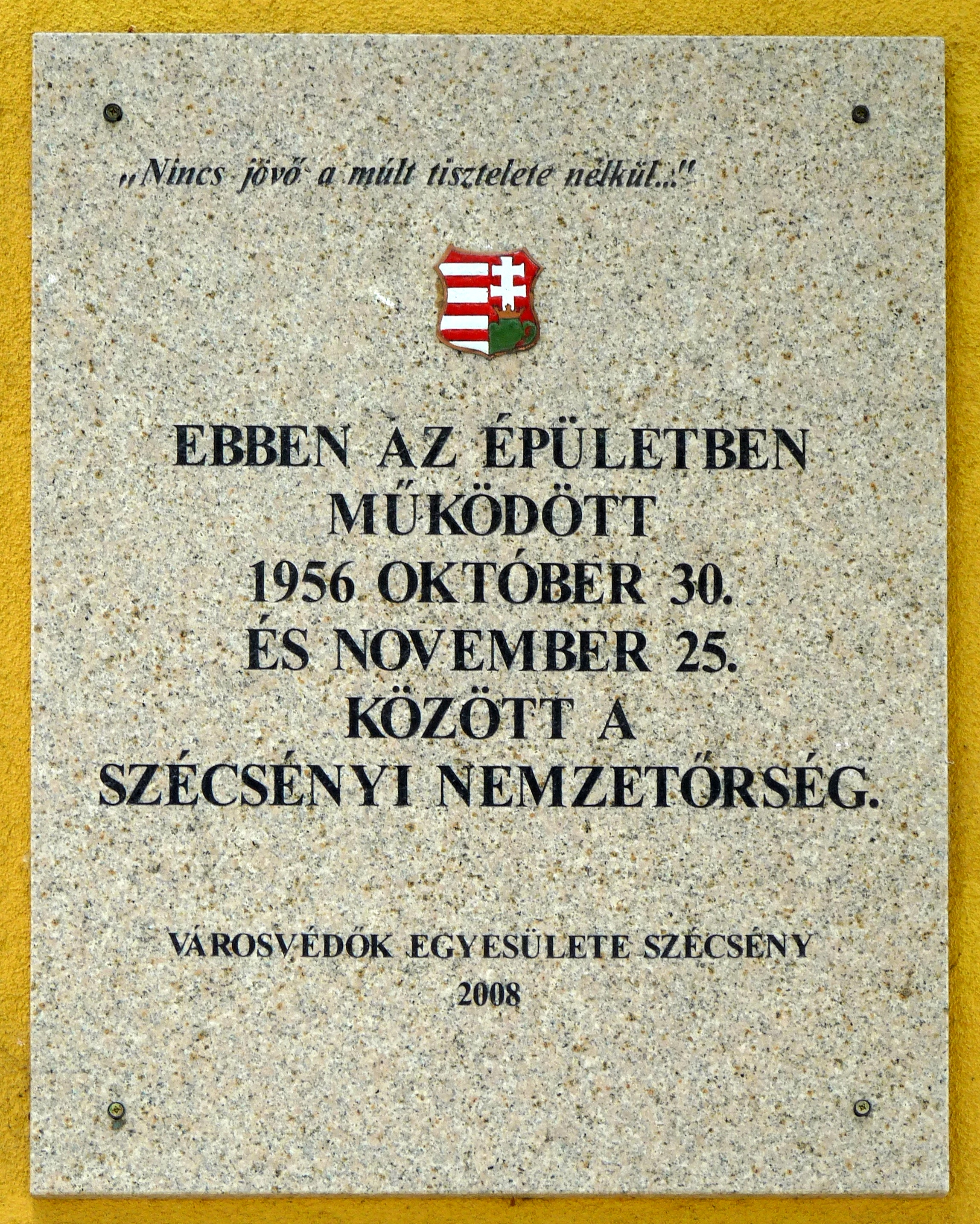
Szécsényi Nemzetőrség, Rákóczi út 97.

## Utcaindex
Ady Endre utca
(7.) Lipthay Béla, II. Rákóczi Ferenc
Haynald Lajos utca
(–) Pulszky Ferenc, Simonides János

(4.) Haynald Lajos

(7.) Sobieski János

(8.) Pintér Sándor

(11.) Lipthay Béla

(18.) Králik Andor
Rákóczi út
(–) 1. világháború hősi halottai,

(84.) Ferenczy Teréz, Községi Forradalmi Bizottság

(97.) Szécsényi Nemzetőrség